# Cambiamo
Cambiamo est un parti politique italien fondé le 7 août 2019 par Giovanni Toti à la suite de son départ de Forza Italia,.
Le parti possède 5 députés et 4 sénateurs,,.

## Résultats électoraux

### Élections régionales
| Région         | Année | %     | Sièges | Gouvernement        |
| -------------- | ----- | ----- | ------ | ------------------- |
| Émilie-Romagne | 2020  | 0,29  | 0 / 50 | Opposition          |
| Ligurie        | 2020  | 22,60 | 9 / 31 | Gouvernement        |
| Toscane        | 2020  | 1,04  | 0 / 41 | Extra-parlementaire |